# Бутрио
Бу̀трио (на италиански: Buttrio; на фриулски: Buri, Бури) е малко градче и община в Северна Италия, провинция Удине, автономен регион Фриули-Венеция Джулия. Разположено е на 79 m надморска височина. Населението на общината е 4140 души (към 2010 г.).